# 今天的五年二班
《今天的五年二班》（日語：今日の5の2）是櫻場小春所作的萌系日本漫画作品，全套雖然只有1卷，但卻有20萬冊的高銷量。本作品原來於《週刊Young Magazine》的別冊內連載，後來改編成動畫，OVA版於2006年發行。電視動畫版為2008年放映。

## 簡介
《今天的五年二班》是一連串發生在某小學五年二班的小故事，連載於日本很受歡迎的《週刊Young Magazine》的別冊內。故事以小時作單元，對應於日本一般學校一小時一個教節，內容主要是圍繞正處於青春期的小學高年級男生女生之間的故事描述，以及他們各自對性的憧憬。故事的主人公叫佐藤良太，他在學校裡都經常發生一些帶點兒H的小故事。
漫畫單行本於2003年11月由講談社發行。2006年6月，第二部的故事開始連載。

## 登場人物
- 本表中文譯名並非官方版本，而是網路上約定俗成的稱法。配音員為OVA/電視動畫的配音。
- 小泉千佳、淺野有紀、相原和美3人的OVA版配音有2名聲優是因為OVA版有2條音軌
- 制作公司在原有配音的基礎上附加了紗綾、ジェシカ、留奈所配的音軌

佐藤良太（配音員：桑島法子/小林優）
學號12號；留著尖刺頭的小學生。擅長體育。個性相當不坦率。常和同班女生鬥嘴。和千佳是青梅竹馬。是個有點天然的男生。
小泉千佳（配音員：門脇舞以、紗綾/下田麻美）
學號10號；跟良太是青梅竹馬。平常時個性像溫柔的大姐姐，經常捉弄良太。在第四話中曾經想親吻良太。
淺野有紀（配音員：高橋美佳子、/明坂聰美）
學號2號；女生的首領。活躍又多嘴多舌。不喜歡臉盆。是班級的流行發源端。
相原和美（配音員：能登麻美子、留奈/MAKO）
學號1號；沉默寡言無表情。雖然已經5年級，但她還有乳齒未換，所以她很愛咬物件。她在其他人面前經常目無表情，但是也經常一舉驚人。與良太是保健委員。
平川夏美（配音員：山本麻里安/阿澄佳奈）
學號17號；自我稱呼為「我」（ボク，日文男孩子的自稱）。感覺像男孩子，在女生角色中個子最矮小，但是運動神經非常好。害怕到暗處。曾經將良太褲子脫下，使良太遭到體育老師的鐵拳攻擊。
日高惠（配音員：植田佳奈/本多陽子）
學號16號；戴著眼鏡的女孩子。留著長頭髮。發育出眾，胸部在女生中是最大的。經常為體重而煩惱。
今井浩二（配音員：淺川悠/山戶惠）
學號3號；良太的朋友。經常跟良太發生爭執。對女生態度很好。在第四話曾攪亂千佳和良太。
河合翼（配音員：茅原實里/高垣彩陽）
學號8號；良太的朋友。經常是良太跟浩二的調停者。對天文學十分迷戀。良太也曾得出『一件裙子是比不上宇宙的寬廣』的結論。
田村老師（配音員：檜山修之/江川央生）
5年2班的班導師。是體育教師。
保健老師（配音員：若菜葉子/-）
雖然是保健老師但是經常不在保健室。

## 出版書籍

### 原作漫画
- 《週刊Young Magazine》（2002年第9号、第18号）
- 《別冊Young Magazine》（單篇、2002年2月15日第29号）
- 《別冊Young Magazine》（2002年4月19日第31号 - 2003年10月17日第49号）
- 《週刊Young Magazine》（單篇、2002年第34号、2003年第1号、第16号）

以上於講談社漫畫雜誌連載、單篇刊載皆收錄於單行本中。

### 單行本
- 《今天的五年二班》

2003年11月6日、ISBN 4-06-361178-7
- 《今天的五年二班 寶箱》（今日の5の2 宝箱）

2009年10月6日、ISBN 978-4-06-358303-8

### 導讀手冊
- ：2006年11月6日、ISBN 978-4-06-372190-4
- ：2008年12月22日、ISBN 978-4-06-375627-2

## OVA

### 製作人員
- 監督 - 則座誠
- 人物設計 - 小島正士
- 美術監督 - 宮本実生
- 色彩設定 - 青山まなみ
- 攝影監督 - 田村仁
- 音樂 - 湯川徹
- 音響監督 - 折田哲郎
- 製作人 - 酒井俊治、高畑裕一郎、河野裕介、平田樹彦、藤島博章
- 動畫製作 - 真空間、Lyrics
- 製作 - 愛貝克思娛樂、真空間、Lyrics、Panorama Communications、Wako、New line、At Entertainment、Adonesu

### 主題曲
片頭曲「Baby Love」
作詞 - 藤林聖子 / 作曲・編曲 - Funta / 歌 - 小泉千佳（門脇舞）、淺野有紀（高橋美佳子）、相原和美（能登麻美子）
- 單曲CD《Baby Love/約束》、CHASE（SweetKiss）版本的「Baby Love」、「約束」中收錄。

片尾曲
（1学期、2学期）
作詞・作曲 - Funta / 編曲 - 延近輝之 / 歌 - 小泉チカ（門脇舞）、浅野ユウキ（高橋美佳子）、相原カズミ（能登麻美子）
（3学期、春假篇、課外授業）
作詞 - marf / 作曲・編曲 - 酒井陽一 / 歌 - 門脇舞 → 門脇舞以

### 各集列表
| 話數     | 話數     | 日文標題        | 中文標題       | 脚本       | 分鏡       | 演出   | 作画監督 |
| -------- | -------- | --------------- | -------------- | ---------- | ---------- | ------ | -------- |
| 1学期    | 1時間目  |                 | 搖搖晃晃       | おきつみき | 山本友真矢 | 則座誠 | 小島正士 |
| 1学期    | 2時間目  |                 | 鎖骨           | おきつみき | 山本友真矢 | 則座誠 | 小島正士 |
| 1学期    | 3時間目  |                 | 沒有輸         | おきつみき | 山本友真矢 | 則座誠 | 小島正士 |
| 1学期    | 4時間目  |                 | 刻度           | おきつみき | 山本友真矢 | 則座誠 | 小島正士 |
| 1学期    | 5時間目  |                 | 出其不備       | おきつみき | 山本友真矢 | 則座誠 | 小島正士 |
| 2学期    | 1時間目  |                 | 反彈球         | おきつみき | 山本友真矢 | 則座誠 | 小島正士 |
| 2学期    | 2時間目  |                 | 更衣           | おきつみき | 山本友真矢 | 則座誠 | 小島正士 |
| 2学期    | 3時間目  |                 | 觀察日記       | おきつみき | 山本友真矢 | 則座誠 | 小島正士 |
| 2学期    | 4時間目  |                 | 笑容           | おきつみき | 山本友真矢 | 則座誠 | 小島正士 |
| 2学期    | 5時間目  | （OVA原創故事） | 誘惑           | おきつみき | 山本友真矢 | 則座誠 | 小島正士 |
| 3学期    | 1時間目  |                 | 圖書館         | 則座誠     | 山本友真矢 | 則座誠 | 小島正士 |
| 3学期    | 2時間目  |                 | 突襲檢查       | 則座誠     | 山本友真矢 | 則座誠 | 小島正士 |
| 3学期    | 3時間目  |                 | 甜             | 則座誠     | 山本友真矢 | 則座誠 | 小島正士 |
| 3学期    | 4時間目  |                 | 掀裙子         | 則座誠     | 山本友真矢 | 則座誠 | 小島正士 |
| 3学期    | 5時間目  |                 | 貓的肉球       | 則座誠     | 山本友真矢 | 則座誠 | 小島正士 |
| 春假篇   | 1時間目  |                 | 冤名           | おきつみき | 山本友真矢 | 則座誠 | 小島正士 |
| 春假篇   | 2時間目  |                 | 比身高         | おきつみき | 山本友真矢 | 則座誠 | 小島正士 |
| 春假篇   | 3時間目  |                 | 兩人三腳       | おきつみき | 山本友真矢 | 則座誠 | 小島正士 |
| 春假篇   | 4時間目  |                 | 勾勾手（前篇） | おきつみき | 山本友真矢 | 則座誠 | 小島正士 |
| 春假篇   | 5時間目  |                 | 勾勾手（後篇） | おきつみき | 山本友真矢 | 則座誠 | 小島正士 |
| 課外授業 | 課外授業 |                 | 噴水           | 則座誠     | 山本友真矢 | 則座誠 | 小島正士 |

## 電視動畫
2008年10月至12月首播，全13話。

### 製作人員
- 製片：中西豪
- 系列構成：鴻野貴光
- 人物設計：近岡直
- 背景設計：小林千鶴
- 美術監督：平間由香
- 色彩設計：関本美津子
- 攝影監督：中田智之
- 音響監督：亀山俊樹
- 音樂：羽岡佳
- 音樂製作：StarChild Record
- 音樂協制：東京電視台音樂部
- 動畫製作人：能戶隆
- 動畫製作：XEBEC
- 導演：長澤剛
- 製作：五年二班保護者會

### 主題曲
片頭曲
- （第1～12話）
作詞：只野菜摘；作曲、編曲：植木瑞基
演唱：Friends[2]

※ 第13話沒有播放片頭曲，此片頭曲作為該話的片尾曲。
- （OAD）
作詞：只野菜摘；作曲、編曲：YUPA
演唱：Friends

片尾曲
- （第1～3話、OAD④）
作詞、作曲：町田紀彦 / 編曲：YUPA / 演唱：Friends
- （第4～5話、OAD①）
作詞：和田勝彦 / 作曲：和田克比古 / 編曲：YUPA / 演唱：Friends
- （第6話）
作詞、作曲： / 編曲：YUPA / 演唱：Friends
- （第7～9話、OAD②）
作詞：Loco. / 作曲、編曲：YUPA / 演唱：Friends
- （第10～12話、OAD③）
作詞：Seiji / 作曲、編曲：YUPA / 演唱：Friends

### 各話列表
| 話数    | 話数       | 標題 | 中文標題   | 脚本     | 分鏡               | 演出               | 作画監督        |
| ------- | ---------- | ---- | ---------- | -------- | ------------------ | ------------------ | --------------- |
| 1       | 1時間目    |      | 搖搖晃晃   | 鴻野貴光 | 長澤剛             | 長澤剛             | 近岡直          |
| 1       | 2時間目    |      | 反彈球     | 鴻野貴光 | 長澤剛             | 長澤剛             | 近岡直          |
| 1       | 3時間目    |      | 情緒高漲   | 鴻野貴光 | 長澤剛             | 長澤剛             | 近岡直          |
| 1       | 4時間目    |      | 下雨       | 鴻野貴光 | 長澤剛             | 長澤剛             | 近岡直          |
| 2       | 5時間目    |      | 貓的肉球   | 鴻野貴光 | 上坪亮樹           | 上坪亮樹           | 小林千鶴        |
| 2       | 6時間目    |      | 沒有輸     | 鴻野貴光 | 上坪亮樹           | 上坪亮樹           | 小林千鶴        |
| 2       | 7時間目    |      | 洗球       | 鴻野貴光 | 上坪亮樹           | 上坪亮樹           | 小林千鶴        |
| 2       | 8時間目    |      | 冤名       | 鴻野貴光 | 上坪亮樹           | 上坪亮樹           | 小林千鶴        |
| 3       | 9時間目    |      | 鎖骨       | 杉原研二 | 大森英敏           | 森義博             | 古川英樹        |
| 3       | 10時間目   |      | 圖書室     | 杉原研二 | 大森英敏           | 森義博             | 古川英樹        |
| 3       | 11時間目   |      | 掀裙子     | 杉原研二 | 大森英敏           | 森義博             | 古川英樹        |
| 3       | 12時間目   |      | 實驗       | 杉原研二 | 大森英敏           | 森義博             | 古川英樹        |
| 4       | 13時間目   |      | 潑水       | 子安秀明 | 二瓶勇一           | 高橋秀弥           | 飯田宏義        |
| 4       | 14時間目   |      | 更衣       | 子安秀明 | 二瓶勇一           | 高橋秀弥           | 飯田宏義        |
| 4       | 15時間目   |      | 上上下下   | 子安秀明 | 二瓶勇一           | 高橋秀弥           | 飯田宏義        |
| 4       | 16時間目   |      | 出其不備   | 子安秀明 | 二瓶勇一           | 高橋秀弥           | 飯田宏義        |
| 5       | 17時間目   |      | 笑容       | 鴻野貴光 | 五十嵐達矢         | 五十嵐達矢         | 伊藤美奈        |
| 5       | 18時間目   |      | 流星       | 鴻野貴光 | 五十嵐達矢         | 五十嵐達矢         | 伊藤美奈        |
| 5       | 19時間目   |      | 換衣服     | 鴻野貴光 | 五十嵐達矢         | 五十嵐達矢         | 伊藤美奈        |
| 5       | 19.5時間目 |      | 換衣服     | 鴻野貴光 | 五十嵐達矢         | 五十嵐達矢         | 伊藤美奈        |
| 6       | 20時間目   |      | 觀察日記   | 青島崇   | 鈴木利正           | 水本葉月           | 松村拓哉        |
| 6       | 21時間目   |      | 陣雨       | 青島崇   | 鈴木利正           | 水本葉月           | 松村拓哉        |
| 6       | 22時間目   |      | 猜拳       | 青島崇   | 鈴木利正           | 水本葉月           | 松村拓哉        |
| 6       | 23時間目   |      | 夏祭       | 青島崇   | 鈴木利正           | 水本葉月           | 松村拓哉        |
| 7       | 24時間目   |      | 輸贏       | 杉原研二 | 藤原良二           | 剛田隼人           | 本橋秀之        |
| 7       | 25時間目   |      | 互相攻擊   | 杉原研二 | 藤原良二           | 剛田隼人           | 本橋秀之        |
| 7       | 26時間目   |      | 書店       | 杉原研二 | 藤原良二           | 剛田隼人           | 本橋秀之        |
| 7       | 27時間目   |      | 兩人三腳   | 杉原研二 | 藤原良二           | 剛田隼人           | 本橋秀之        |
| 8       | 28時間目   |      | 刻度       | 子安秀明 | 上坪亮樹           | 上坪亮樹           | 近岡直 小林千鶴 |
| 8       | 29時間目   |      | 肚子餓了   | 子安秀明 | 上坪亮樹           | 上坪亮樹           | 近岡直 小林千鶴 |
| 8       | 30時間目   |      | 比身高     | 子安秀明 | 上坪亮樹           | 上坪亮樹           | 近岡直 小林千鶴 |
| 8       | 31時間目   |      | 牛奶       | 子安秀明 | 上坪亮樹           | 上坪亮樹           | 近岡直 小林千鶴 |
| 9       | 32時間目   |      | 颱風       | 青島崇   | 大森英敏           | 森義博             | 古川英樹        |
| 9       | 33時間目   |      | 時尚       | 青島崇   | 大森英敏           | 森義博             | 古川英樹        |
| 9       | 34時間目   |      | 迷迷糊糊   | 青島崇   | 大森英敏           | 森義博             | 古川英樹        |
| 9       | 35時間目   |      | 嘗味道     | 青島崇   | 大森英敏           | 森義博             | 古川英樹        |
| 10      | 36時間目   |      | 取暖       | 子安秀明 | 西森章             | 岩永彰             | 永松久芳        |
| 10      | 37時間目   |      | 童話故事   | 子安秀明 | 西森章             | 岩永彰             | 永松久芳        |
| 10      | 38時間目   |      | 童話故事II | 子安秀明 | 西森章             | 岩永彰             | 永松久芳        |
| 10      | 39時間目   |      | 一葉       | 子安秀明 | 西森章             | 岩永彰             | 永松久芳        |
| 11      | 40時間目   |      | 突襲       | 杉原研二 | 羽原久美子         | 大庭秀昭           | 鈴木大司        |
| 11      | 41時間目   |      | 野鴨       | 杉原研二 | 羽原久美子         | 大庭秀昭           | 鈴木大司        |
| 11      | 42時間目   |      | 髪型       | 杉原研二 | 羽原久美子         | 大庭秀昭           | 鈴木大司        |
| 11      | 43時間目   |      | 冰         | 杉原研二 | 羽原久美子         | 大庭秀昭           | 鈴木大司        |
| 12      | 44時間目   |      | 烤白薯     | 青島崇   | 五十嵐達矢         | 五十嵐達矢         | 松村拓哉        |
| 12      | 45時間目   |      | 空空       | 青島崇   | 五十嵐達矢         | 五十嵐達矢         | 松村拓哉        |
| 12      | 46時間目   |      | 抽獎       | 青島崇   | 五十嵐達矢         | 五十嵐達矢         | 松村拓哉        |
| 12      | 47時間目   |      | 甜         | 青島崇   | 五十嵐達矢         | 五十嵐達矢         | 松村拓哉        |
| 12      | 48時間目   |      | 聖誕快樂   | 青島崇   | 五十嵐達矢         | 五十嵐達矢         | 松村拓哉        |
| 13      | 49時間目   |      | 勾勾手     | 鴻野貴光 |                    | 長澤剛             | 近岡直          |
| 宝箱OAD | 放課後①    |      | 蟲與悶熱   | 鴻野貴光 | 五十嵐達矢、長澤剛 | 五十嵐達矢、長澤剛 | 近岡直          |
| 宝箱OAD | 放課後②    |      | 輕輕飄落   | 鴻野貴光 | 五十嵐達矢、長澤剛 | 五十嵐達矢、長澤剛 | 近岡直          |
| 宝箱OAD | 放課後③    |      | 手不留情   | 鴻野貴光 | 五十嵐達矢、長澤剛 | 五十嵐達矢、長澤剛 | 近岡直          |
| 宝箱OAD | 放課後④    |      | 事到如今   | 鴻野貴光 | 五十嵐達矢、長澤剛 | 五十嵐達矢、長澤剛 | 近岡直          |

### 播放電視台
日本深夜動畫：下文記載的日本国内播放時間使用日本標準時間（UTC+9）表示。因為部分時間标识會採用30小时制，因此請留意这类超过24:00的时间，其實際播放時間為翌日清晨。
| 播放地區       | 播放電視台   | 播放時間                       | 播放時間（UTC+9）             | 播放聯播網 |
| -------------- | ------------ | ------------------------------ | ----------------------------- | ---------- |
| 關東廣域圈     | 東京電視台   | 2008年10月5日 - 12月28日       | 星期日 25:30 - 26:00          | 東京電視網 |
| 愛知縣         | 愛知電視台   | 2008年10月6日 - 12月29日       | 星期一 25:28 - 25:58          | 東京電視網 |
| 福岡縣         | TVQ九州放送  | 2008年10月6日 - 12月29日       | 星期一 26:53 - 27:23          | 東京電視網 |
| 大阪府         | 大阪電視台   | 2008年10月7日 - 12月30日       | 星期二 27:10 - 27:40          | 東京電視網 |
| 岡山縣、香川縣 | 瀨戶內電視台 | 2008年10月9日 - 2009年1月6日   | 星期四 25:58 - 26:28          | 東京電視網 |
| 北海道         | 北海道電視台 | 2008年10月10日 - 2009年1月2日  | 星期五 26:00 - 26:30          | 東京電視網 |
| 全日本         | AT-X         | 2008年10月27日 - 2009年1月19日 | 星期一 10:30 - 11:00 （重播） | 收費電視   |

## 外部連結
- 《今天的五年二班》OVA動畫版官方網頁（日語）
- 《今天的五年二班》電視動畫版官方網頁（页面存档备份，存于）（日語）